# Feira da Kantuta
A feira da Kantuta acontece aos domingos das 11 às 19h no distrito do Pari na cidade de São Paulo, próximo à Estação Armênia do Metrô. É tradicional reduto de imigrantes bolivianos e de outros países latinos.

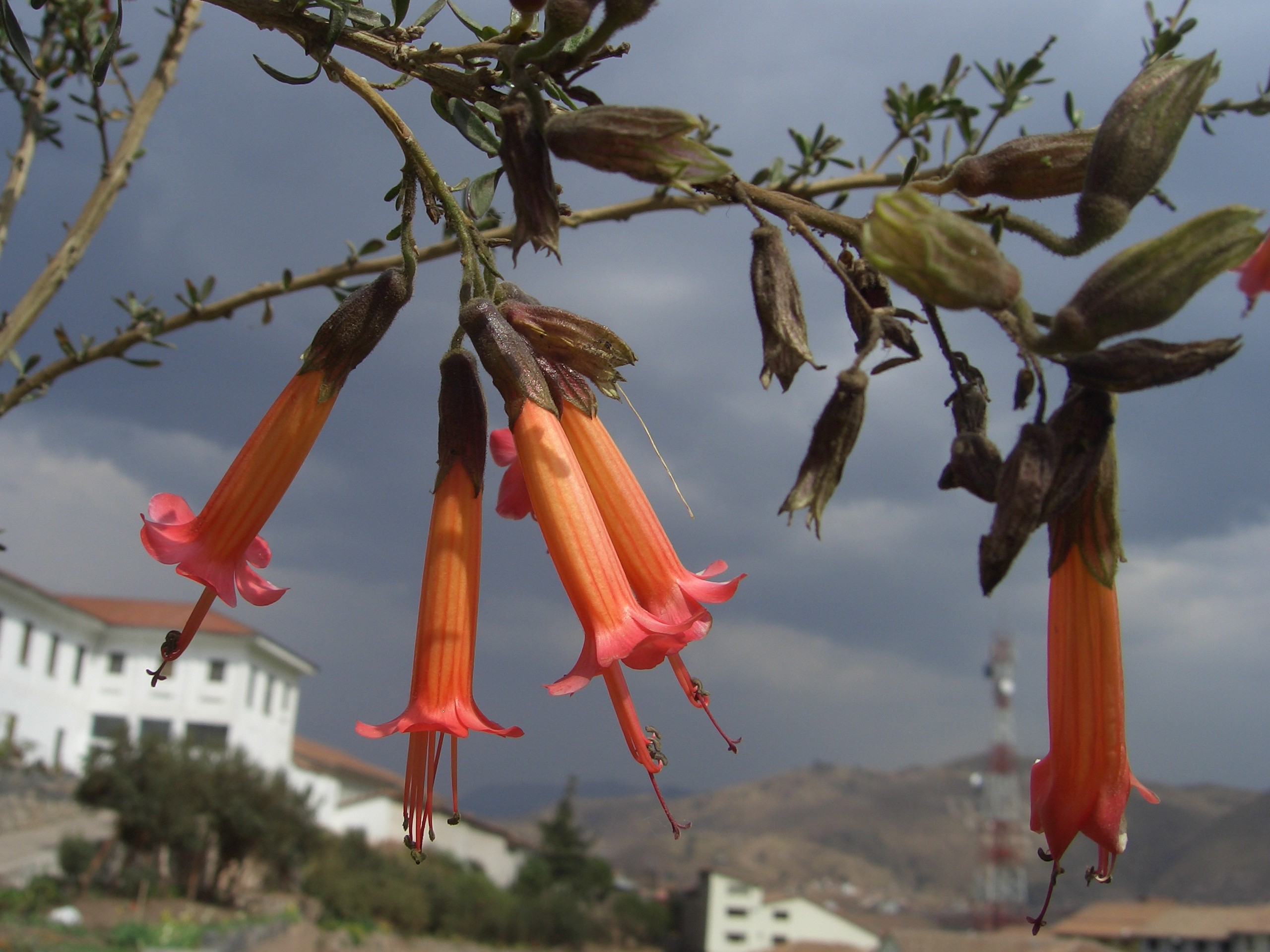
Flor Kantuta

A Cantuta ou Kantuta é uma flor do altiplano andino que possui as mesmas cores da bandeira da Bolívia.    

## História
A feira começou a ser realizada em 2001 na praça Padre Bento e no ano seguinte se mudou para a atual Praça Kantuta, entre as ruas Pedro Vicente, Carnot e das Olarias.
Segundo a Pastoral do Migrante, existem cerca de 200 mil bolivianos na cidade de São Paulo.

## Comidas tradicionais
Entre as comidas tradicionais bolivianas que são vendidas na feira estão o anticucho (coração de boi no espeto), o churrasco acompanhado de batata e molho de amendoim, as empanadas e salteñas, as sopas, o api (suco de milho roxo) e o buñuelo (massa frita parecida com o pastel brasileiro).

## Artesanato
Na feira também podem ser encontrados artesanatos tradicionais bolivianos, dentre eles vários objetos em barro e madeira, e também a tradicional flauta boliviana chamada Pã.

## Folclore
Na praça, principalmente nas datas festivas, também ocorrem diversas apresentações folclóricas com música e dança bolivianas.